# يوميات الصياد
يوميات الصياد (بالإنجليزية: The Fisherman's Diary)‏، هُو فيلم دراما كاميروني صدر سنة 2020 وأخرجه المُخرج إينا جونسكوت. عُرض الفيلم لأول مرة في دورة سنة 2020 من مهرجان آي ويل تيل السينمائي الدولي. اختير الفيلم ليكون الترشيح الرسمي لدولة الكاميرون بخُصوص جائزة الأوسكار لأفضل فيلم بلغة أجنبية ضمن فعاليات حفل توزيع جوائز الأوسكار الثالث والتسعين، لكنه لم يدخل ضمن القائمة النهائية للجائزة. رُشح الفيلم أيضا للتنافس على جائزة أفضل فيلم روائي طويل في حفل توزيع جوائز باريس للفنون والسينما.

## طاقم التمثيل
- كوسون شينوبو.
- فايث فيدل.
- ندامو داماريس.
- أونياما لاورا.
- برانس سوبي مايورشو.
- غودويل نيبا.
- رامزي نوح.

## وصلات خارجية
- يوميات الصياد على موقع IMDb (الإنجليزية)
- يوميات الصياد على موقع نتفليكس (الإنجليزية)
- يوميات الصياد على موقع قاعدة بيانات الفيلم (الإنجليزية)
- يوميات الصياد على موقع ليتربوكسد (الإنجليزية)
- يوميات الصياد على موقع كينوبويسك (الروسية)